# Taeniophyllum muelleri
Taeniophyllum muelleri là một loài thực vật có hoa trong họ Lan. Loài này được Lindl. ex Benth. miêu tả khoa học đầu tiên năm 1873.